# Villa Guillermina
Villa Guillermina es una comuna ubicada en el nordesrte de la provincia de Santa Fe, en el departamento General Obligado. Se encuentra a 471 km de la capital provincial y a 40 kilómetros del límite con Chaco.

## Parajes de Villa Guillermina
- Colonia Piloto
- Desvío km 67
- Distrito Quinto
- Km 51
- Lanceros del Sauce
- Paraje Km 14

## Santo Patrono
- Sagrado Corazón de Jesús

## La Forestal S.A.
Pasados ya los '60 del cierre de la última fábrica de tanino, en La Gallareta, los pueblos forestales constituyen espacios históricos de interés. En el norte de la provincia de Santa Fe Chaco santafesino, llanura rodeada de bosques ricos en maderas industriales, el quebracho colorado se mostraba como un inmenso yacimiento que fue atacado por diferentes frentes. Esa explotación generaba una "apariencia de progreso" que hacía "brotar" pueblos en medio de los bosques como Villa Guillermina, Villa Ana, La Gallareta, Golondrina, Intiyaco, Colmena, Garabato y otros en tierras que hasta entonces eran lugares de correría de cazadores y recolectores indígenas. No se puso ningún empeño en la preservación de ese recurso que era y podía ser renovable.
Así la "Compañía Forestal del Chaco", llega a 1.ª productora de tanino mundial. Absorbida por capitales ingleses y franceses constituye la "Compañía de Tierras, Maderas y Ferrocarriles La Forestal Ltda.", y fusionada con nuevos capitales dominó los departamentos de 9 de julio, Vera y General Obligado en Santa Fe, contando con seis fábricas de tanino, 400 km de vías férreas, policía y moneda propia "el vale".
Su herencia fue una explotación irracional del bosque, y en una serie de poblados creados también con el mismo criterio, es decir, transitorios, sujetos a la fatalidad del agotamiento del quebracho, donde el interés privado de la compañía extranjera se antepuso al interés público del gobierno nacional y provincial. Una vez elegido el sitio para el pueblo, como allí no se trataba de colonizar ni de subdividir para vender lotes destinados a chacras o a la ganadería, La Forestal, sin intervención estatal, con sus propios ingenieros y técnicos, sin denunciar trazado, hizo relevamientos, trazó planos e inició la tarea de construir edificios, viviendas, fábricas, conservando el dominio sobre toda la tierra. En 1952 abandonó la explotación. Como dato positivo de la realidad, "La Forestal" construyò centenares de kilómetros de vías férreas, trocha angosta, que era la medida que utilizaba el antiguo Ferrocarril Santafesino y luego Francés. Esto puede consultarse en el libro del escritor Gaston Gori, en su libro "La Forestal".
- Cada pueblo, construido muy rápidamente, comprendía: 
  - una fábrica de tanino (cinco en la provincia de Santa Fe: La Gallareta, Villa Ana, Villa Guillermina, Tartagal, Santa Felicia)
  - edificios para la administración, para habitación del gerente y empleados casados, una "soltería" para empleados; para obreros, ranchos o viviendas modestas para peones, alejadas del centro urbano donde se levantaban las construcciones principales, la casa de visitas, el gran almacén de ramos generales, panadería y carnicería.
  - arbolado
  - calles rectas bien cuidadas, algunas tapizadas con aserrín de quebracho
  - club deportivo, cancha de golf
  - todos los servicios, luz eléctrica, agua corriente, fábrica de hielo, sistema cloacal, farmacia y médico

Son pueblos que nacieron "adultos" dentro del criterio de lo que es un pueblo a principios de 1900.
Su fisonomía de pueblos forestales se mantiene casi intacta y recorriéndolos se revive la época de la explotación del quebracho colorado. 
Los documentos escritos muestran: sistemas de trabajo, crédito, pago, convenios de trabajo y de seguro, atención de la salud, registros de empleos, reuniones sociales, funciones de cine, bailes, educación y comunicaciones.
La Forestal dejó una historia muy polémica, e historias fascinantes; la nostalgia de una época de esplendor, las frustraciones de sucesivos intentos de reactivación de los pueblos a través de la industria, una mentalidad dependiente difícil de revertir y una idiosincrasia que prevaleció a las formas culturales foráneas.

## Cancionero
A Villa Guillermina
- Letra: Ricardo Visconti Vallejos
- Música: Gregorio Molina

## Nueva industria
- Villa Guillermina SAS , que elabora tableros de fibra de madera de mediana densidad y consume aproximadamente, 4500 t en forma mensual.

## Parroquias de la Iglesia católica en Villa Guillermina
| Diócesis  | Reconquista              |
| --------- | ------------------------ |
| Parroquia | Sagrado Corazón de Jesús |